# Pierre Focquet
Pierre Jean François Focquet, né le 6 septembre 1854 à Theux et décédé le 24 mai 1925 à Couvin fut un homme politique libéral belge.
Focquet fut notaire et sénateur de l'arrondissement de Namur-Dinant-Philippeville en suppléance du baron Walthère de Selys Longchamps.

## Sources
- Liberaal Archief